# José David Moreno
José David Moreno (Cumaná, Sucre, Venezuela; 31 de octubre de 1982) es un exfutbolista venezolano que jugaba como centrocampista y su último equipo fue el Atlético Furrial de la Segunda División de Venezuela.
Internacional A con el seleccionador Dr. Richard Páez Monzón
Seleccionado al juego de estrellas del fútbol profesional Venezolano año 2008
Cabe destacar que fue llamado a la selección Venezolana de Fútbol (Vinotinto) jugando en la Segunda división de su país.

## Palmarés
Campeón torneo clausura de la 2.ª division del fútbol profesional venezolano año 2004

| Título         | Club                 | País      | Año  |
| -------------- | -------------------- | --------- | ---- |
| Copa Venezuela | Deportivo Anzoátegui | Venezuela | 2008 |
| Copa Venezuela | Mineros de Guayana   | Venezuela | 2011 |